# Lucy Punch
Lucy Punch (Londres, 30 de diciembre de 1977) es una actriz y comediante británica. Sus créditos incluyen los programas de televisión Doc Martin y The Class, y las películas Hot Fuzz y Bad Teacher.

## Vida y carrera
Nació en Hammersmith, Londres. Punch trabajó en el National Youth Theatre desde 1993 a 1997, y comenzó un curso en la Escuela Universitaria de Londres, el cual abandonó para convertirse en actriz.
Punch hizo su debut en televisión en un episodio de The New Adventures of Robin Hood en 1998. [cita requerida] Sus otros créditos en televisión incluyen a la inocente hija del personaje de Alison Steadman en la miniserie de French and Saunders, Let Them Eat Cake. Protagonizó el programa para chicos, Renford Rejects, interpretando a una jugadora de fútbol.
En el 2000, hizo su debut en teatro como Elaine en la adaptación de Terry Johnson de The Graduate para el teatro West End. También trabajó en los teatros Royal Court y Bush, ambos en Londres.
Dejó la serie de televisión The Class, después de aparecer en todos menos uno de los primeros doce episodios.
En 2006, ganó el premio a mejor actriz en el Festival Internacional de cine de Mónaco por su actuación en Are You Ready For Love?.
Punch protagonizó la película de Woody Allen del 2010, Conocerás al hombre de tus sueños, reemplazando a Nicole Kidman. En agosto del 2010, apareció en la serie policial cómico dramática de tres partes de la BBC Two, Vexed junto a Toby Stephens.
En 2011, protagonizó junto a Cameron Diaz y Justin Timberlake la película de Jake Kasdan, Bad Teacher.
Punch fue la protagonista femenina del episodio piloto para televisión Powers interpretando a Deena Pilgrim  para el canal FX. El episodio está basado en la serie de cómics del mismo nombre.

### Vida privada
Punch dio a luz a su primer hijo en julio de 2015.

## Filmografía

### Cine y televisión
| Año  | Título                                | Rol                         | Notas                                                               |  |
| ---- | ------------------------------------- | --------------------------- | ------------------------------------------------------------------- |  |
| 1998 | The New Adventures of Robin Hood      | Reina Stephanie             | Serie de TV (1 episodio: "Orphans")                                 |  |
| 1999 | Renford Rejects                       | Sue White                   | Serie de TV (13 episodios)                                          |  |
| 1999 | Days Like These                       | Helen Foreman               | Serie de TV (2 episodios)                                           |  |
| 1999 | Let Them Eat Cake                     | Eveline                     | Serie de TV (4 episodios)                                           |  |
| 1999 | Big Bad World                         | Melissa                     | Serie de TV (4 episodios: 1999–2001)                                |  |
| 2000 | Cinderella                            | Regan                       | Película para TV                                                    |  |
| 2000 | El décimo reino                       | Sally Peep                  | Miniserie (3 episodios)                                             |  |
| 2000 | Greenfingers                          | Holly                       |                                                                     |  |
| 2001 | It's Not Me, It's You                 | Rose                        |                                                                     |  |
| 2001 | People Like Us                        | Kate                        | Serie de TV (1 episodio: "The Actor")                               |  |
| 2001 | Midsomer Murders                      | Melissa Townsend            | Serie de TV (1 episodio: "Tainted Fruit")                           |  |
| 2001 | Goodbye, Mr Steadman                  | Linda Mortimer              | Película para TV                                                    |  |
| 2002 | Come Together                         | Amy                         | Película para TV                                                    |  |
| 2002 | I Saw You                             | Esther                      | Serie de TV (1 episodio: "Episodio 1.1")                            |  |
| 2003 | Second Nature                         | La chica del auto alquilado | Película para TV                                                    |  |
| 2003 | Dinotopia                             | Shayna                      | Serie de TV (1 episodio: "Night of the Wartosa")                    |  |
| 2004 | Ella Enchanted                        | Hattie                      |                                                                     |  |
| 2004 | My Family                             | Sarah                       | Serie de TV (1 episodio: "Luck Be a Lady Tonight")                  |  |
| 2004 | The Life and Death of Peter Sellers   | Azafata líder               |                                                                     |  |
| 2004 | Being Julia                           | Avice Crichton              |                                                                     |  |
| 2004 | Doc Martin                            | Elaine Denham               | Serie de TV (6 episodios)                                           |  |
| 2005 | Festival                              | Nicky Romanowski            |                                                                     |  |
| 2005 | Survivors                             | Juliet Savage               | Serie de TV (1 episodio: "In Deep Water")                           |  |
| 2006 | Agatha Christie: Poirot               | Susannah Henderson          | Serie de TV (1 episodio: "After the Funeral")                       |  |
| 2006 | Are You Ready For Love?               | Melanie                     | Monaco International Film Festival – Premio Angel a la Mejor actriz |  |
| 2006 | Stingray                              | Lucy                        |                                                                     |  |
| 2007 | Two Families                          | Irene                       | Película para TV                                                    |  |
| 2007 | The Class                             | Holly Ellenbogen            | Serie de televisión (13 episodios)                                  |  |
| 2007 | Hot Fuzz                              | Eve Draper                  |                                                                     |  |
| 2007 | Grindhouse                            | Rubia en el tráiler Don't   | No acreditada                                                       |  |
| 2007 | Comedy Showcase: Ladies and Gentlemen | Alice                       | Piloto para televisión                                              |  |
| 2007 | The Sarah Silverman Program           | Sally                       | Serie de TV (1 episodio: "Ah, Men")                                 |  |
| 2007 | The Omid Djalili Show                 | Miss Fanny Dashett          | Serie de TV ("Episodio 1.2")                                        |  |
| 2007 | St Trinian's                          | Verity Thwaites             |                                                                     |  |
| 2008 | 1%                                    | Candace                     | Película para TV                                                    |  |
| 2008 | Fairytales                            | Fenola Gay                  | Serie de TV (1 episodio: "Cinderella")                              |  |
| 2008 | Wainy Days                            | Angel                       | Serie web (1 episodio: "Angel")                                     |  |
| 2009 | Big Breaks                            | Alexis                      |                                                                     |  |
| 2009 | (Untitled)                            | El clarinete                |                                                                     |  |
| 2010 | Elektra Luxx                          |                             |                                                                     |  |
| 2010 | Conocerás al hombre de tus sueños     | Charmaine                   |                                                                     |  |
| 2010 | Dinner for Schmucks                   | Darla                       |                                                                     |  |
| 2010 | Vexed                                 | DI Kate Bishop              | Serie de TV (3 episodios)                                           |  |
| 2011 | A Little Bit of Heaven                | Sarah Walker                |                                                                     |  |
| 2011 | Take Me Home Tonight                  | Shelly                      |                                                                     |  |
| 2011 | Bad Teacher                           | Amy Squirrel                |                                                                     |  |
| 2011 | A Good Old Fashioned Orgy             | Kate                        |                                                                     |  |
| 2012 | Cottage Country                       | Masha                       |                                                                     |  |
| 2012 | Stand Up Guys                         | Wendy                       |                                                                     |  |
| 2012 | The Giant Mechanical Man              | Pauline                     |                                                                     |  |
| 2012 | Powers                                | Deena Pilgrim               |                                                                     |  |
| 2012 | The Wedding Video                     | Saskia                      |                                                                     |  |
| 2012 | Yellow                                | Amanda                      |                                                                     |  |
| 2013 | Ben y Kate                            | BJ (Beatrice Joan) Harrison |                                                                     |  |
| 2014 | Cake                                  | Enfermera Gayle             |                                                                     |  |
| 2014 | Into the Woods                        | Lucinda                     |                                                                     |  |
| 2016 | The Meddler                           | Emily                       |                                                                     |  |
| 2016 | New Girl                              | Genevieve                   | Serie de TV Personaje recurrente                                    |  |
| 2016 | Motherland                            | Amanda                      | Serie de TV                                                         |  |
| 2017 | The Female Brain                      | Lexy                        | Película 2017                                                       |  |
| 2018 | Una serie de eventos desafortunados   | Esmé Miseria                | Serie de TV - Netflix                                               |  |

## Teatro
| Año  | Obra                          | Rol     | Teatro              | Notas |
| ---- | ----------------------------- | ------- | ------------------- | ----- |
| 2000 | The Graduate                  | Elaine  | Teatro Gielgud      |       |
| 2001 | Boy Gets Girl                 | Harriet | Royal Court Theatre |       |
| 2002 | A Carpet, A Pony and A Monkey | Kate    | Bush Theatre        |       |